# Contea di Gorizia
La contea di Gorizia (in tedesco Grafschaft Görz; in sloveno Goriška grofija; in friulano Contee di Gurize) era una contea indipendente sviluppatasi attorno a Gorizia, nel Friuli orientale, staccatasi dal Patriarcato di Aquileia.

## Storia

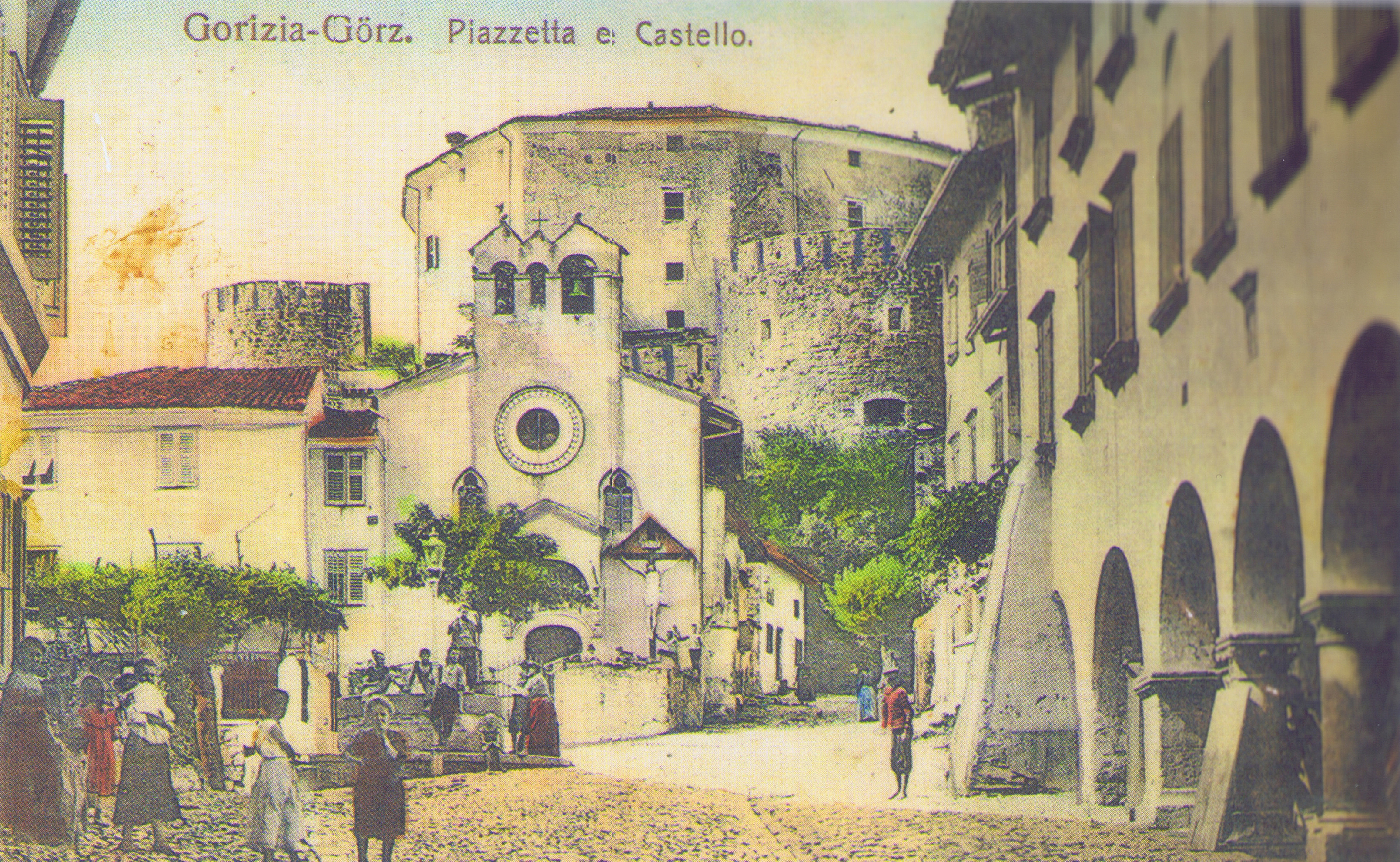
Il castello di Gorizia
in un'immagine del 1900.

Il primo conte di cui si ha notizia documentata, Mainardo I, è menzionato già dal 1122. I confini della contea cambiarono frequentemente nei quattro secoli seguenti, a causa delle continue guerre con il vicino patriarcato di Aquileia e altre potenze dell'epoca, ma anche per la suddivisione del territorio in due nuclei principali: uno localizzato attorno alla Drava superiore, vicino a Lienz, l'altro ubicato nella stessa Gorizia.
La contea raggiunse l'apice del suo potere dalla metà del XIII secolo, quando i conti annetterono il Tirolo e controllavano la Marca Trevigiana, anche se per un breve periodo. Dopo la morte del conte Enrico II, assassinato nel 1323, il feudo subì un rapido declino sotto la pressione dei suoi potenti vicini, la Repubblica di Venezia e la Casa d'Asburgo.
Nel 1500 l'ultimo conte di Gorizia, Leonardo, morì privo di eredi e la contea, nonostante fosse rivendicata pure da Venezia, venne ereditata dagli Asburgo, allora arciduchi d’Austria, con l'aiuto di Virgil von Graben, amministratore di Gorizia.
La contea fu occupata dai veneziani dal 1508 al 1509, scatenando la guerra della Lega di Cambrai, al termine del quale la contea fu ridisegnata con una compattezza amministrativa all’interno del nuovo confine austro-veneto. Fino al 1747 Gorizia fu titolare di una contea del Sacro Romano Impero, governata dagli arciduchi d'Austria e parte del "Circolo Austriaco". Era amministrata da un capitano. Il suo territorio includeva la vallata superiore dell'Isonzo, l'area di Cormons, la pianura cervignanese fino ad Aquileia, la fortezza precedentemente veneziana di Gradisca, Duino e parte del Carso.
Nel 1511 gli Asburgo separarono dalla contea la zona meridionale facendone una nuova formazione statale, ovvero la contea di Gradisca. Nel 1747, tuttavia, le due contee vennero nuovamente fuse, a formare la contea di Gorizia e Gradisca.

## Conti di Gorizia (1122 circa-1500)
| Titolo | Nome                                            | Periodo   | Consorte e note |
| ------ | ----------------------------------------------- | --------- | --- |
| Conte  | Mainardo I                                      | 1122-1139 | Elisabetta di Schwarzenburg; figlio di Mainardo il Giovane conte di Lurn e di Diemut di Spanheim; governò con il fratello Enghelberto I         |
| Conte  | Enrico I                                        | 1139-1147 | Governò con il fratello Enghelberto II |
| Conte  | Enghelberto II                                  | 1147-1191 | Adelaide di Dachau |
| Conte  | Mainardo II il Vecchio                          | 1191-1231 | (1191-1219) che sposò Matilde di Schwarzenburg; governò con il fratello Enghelberto III (1187-1220)                                             |
| Conte  | Mainardo I di Tirolo-Gorizia (già Mainardo III) | 1231-1258 | Adelaide contessa del Tirolo; fu conte del Tirolo (I, 1254-1258)                                                                                |
| Conte  | Mainardo II di Tirolo-Gorizia (già Mainardo IV) | 1258-1295 | Elisabetta di Baviera; conte del Tirolo (II) |
| Conte  | Alberto I                                       | 1258-1304 | Eufemia di Slesia-Glogau, Diemoth di Belgrado; fratello di Mainardo IV, ebbe Gorizia                                                            |
| Conte  | Enrico II                                       | 1304-1323 | Beatrice da Camino, Beatrice di Baviera; con il primogenito Mainardo V (+1318)                                                                  |
| Conte  | Alberto II                                      | 1323-1327 | Elisabetta d'Assia, Eufemia di Matsch; con il nipote Giovanni Enrico (1323-1338)                                                                |
| Conte  | Alberto III                                     | 1327-38   | Caterina di Cilli |
| Conte  | Mainardo VI                                     | 1374-1385 | Caterina di Pfannberg, Utehild di Matsch; con il fratello Enrico III (+1362), sposo di Ziliola da Carrara                                       |
| Conte  | Enrico VI                                       | 1385-1454 | Elisabetta di Cilli, Caterina Garay |
| Conte  | Leonardo                                        | 1454-1500 | Geronima di Ilok, Paola Gonzaga; con i fratelli Giovanni (+1462) e Lodovico (1457), rimase l'unico, ma, privo di eredi, ultimo conte di Gorizia |